# Heinz-Jürgen Böhme
Heinz-Jürgen Böhme (* 9. März 1952 in Leipzig) ist ein deutscher Künstler, Bühnenbildner, Ausstellungsgestalter, Autor und Publizist.

## Leben
Heinz-Jürgen Böhme legte an der Leibnizschule in Leipzig sein Abitur ab, verbunden mit einer Berufsausbildung als Bühnenmaler. Nach seinem Wehrdienst war er zwischen 1972 und 1973 in seinem Beruf bei den Leipziger Theaterwerkstätten tätig. Von 1973 bis 1978 studierte er an der Hochschule für Grafik und Buchkunst (HGB) bei Bernhard Heisig, Hans Mayer-Foreyt, Dietrich Burger, Gerhard Kurt Müller und Arno Rink. 1978 bis 1981 war er Meisterschüler bei Werner Tübke. Seitdem ist Böhme freischaffend tätig und hatte zahlreiche Einzelausstellungen und Ausstellungsbeteiligungen z. B. in Leipzig, Halle, Erfurt, Nürnberg, München, Lausanne und Tokio, in der DDR u. a. 1982/1983 und 1987/1988 an der IX. und X. Kunstausstellung der DDR in Dresden. Er war bis 1990 Mitglied des Verbands Bildender Künstler der DDR.
1990/1991 war er als Lehrender für Handzeichnung im Grundstudium an der HGB tätig. 1990 gründete er unter anderem mit Bernd Sikora das Stadt-Kultur-Projekt Leipzig, einen freien Zusammenschluss Leipziger Architekten und Künstler mit dem vorrangigen Ziel, Leipziger Flüsse zu renaturieren und freizulegen. Mit dem Projekt initiierte er 1990/1991 die Aktionen Pleisse ans Licht und Neue Ufer. Heinz-Jürgen Böhme ist Mitbegründer und Vorsitzender des Fördervereins Neue Ufer Leipzig und Redakteur und Herausgeber der gleichnamigen Publikationsreihe. 1993 erhielten das Stadt-Kultur-Projekt und Neue Ufer den vom Wirtschaftskreis Hannover e. V. ausgelobten HannoverPreis zu Stadtkultur und Stadtentwicklung in Deutschland. Seit 1996 ist er Mitglied im Herausgeberbeirat der Leipziger Blätter, für die er auch zahlreiche Beiträge verfasst. Er war Mitbegründer der Kulturstiftung Leipzig, des Vereins Pro Leipzig e. V. sowie Mitglied des Planungsbeirates der Stadt Leipzig, des Deutschen Werkbundes Sachsen und der Grafikbörse Leipzig.
Studienreisen führten ihn unter anderem nach Georgien (1977), in die Ukraine (1978), nach Frankreich (1990), Norwegen (1995), in die USA (1999), nach Spanien (2001) und Schweden (2004).
Böhme betätigt sich künstlerisch als Maler, Grafiker, Zeichner, Fotograf und Objektkünstler, Schwerpunkte seiner Veröffentlichungen bilden die städtebauliche und architektonische Entwicklung sowie die Orts- und Gewässergeschichte seiner Heimatstadt. Er lebt und arbeitet in Leipzig.

## Werke (Auswahl)
- Abriss, Gemälde, 1979
- Ein bekanntes Gebäude wird abgetragen. [Denk-mal, Völkerschlachtdenkmal Leipzig], Radierung/Druckgrafik, 1979 u. a. Stadtgeschichtliches Museum Leipzig, Inv.-Nr.: K/148/2007
- Die Straße I und II, Gemälde, 1979/1980
- mit Manfred Küster und Detlef Lieffertz: academixer-Keller, Gesamtgestaltung, 1981/1983
- Zyklus Harzvorland, Zeichnungen, 1982
- Vorgängerbauten, Wandbildfolge aus Meißner Porzellan in Specks Hof, 1982/1983
- Der Kabarettist Wolfgang Krause II, Zeichnung, 1983, Lindenau-Museum, Inventar-Nr.: Z 1984-74
- König Mensch oder die geliehene Erde, Rauminstallation, 1984
- Zeitzeichen und Stadt-Mensch-Mensch-Stadt, Collagen, 1984/1986
- Example Nr. P, Bühne und Gesamtausstattung, Inszenierung an der Bauhausbühne in Dessau, 1988
- Stadtgang, Bühne und Gesamtausstattung, Inszenierung am Poetischen Theater der Universität Leipzig, Regie: Carola Seelig, 1988
- Zyklus Leipzig, Collagen, 1988/1990
- Example in Motion - Prometheus, Bühne und Gesamtausstattung, Inszenierung am Poetischen Theater der Universität Leipzig, Regie: Jo Fabian, 1989
- Zyklus Stadtinsel der alte Johannesfriedhof Leipzig, Radierungen, 1989
- Einschnitt, Collage, 1990
- mit Detlef Lieffertz und Hubertus Knopff: Reflexion. Rauminstallation in der Ausstellung Neue Ufer in der HGB, 1991
- Zyklus Stadtwasser, Fotografien, 1991
- mit Detlef Lieffertz: Bücherwand und Buchstabenfeld, Installationen, und Buchstabensäule, Plastik, im Leipziger Haus des Buches, 1995/1996
- mit Detlef Lieffertz: Schillerhaus Leipzig, Ausstellungsgestaltung, 1998[4]
- mit Detlef Lieffertz: Grassi Museum für Angewandte Kunst, Ausstellungsgestaltung, 2005/2007[5]
- Der junge Richard Wagner 1813 bis 1834 in der Alten Nikolaischule Leipzig, Ausstellungsgestaltung, 2013[6]

## Schriften (Auswahl)
- Ziel: Individualität und Erlebbarkeit. 2 Versuche komplexer Gestaltung. In: Bildende Kunst. 35 (1987), Nr. 7, ISSN 0006-2391, S. 304–307.
- Red.: Neue Ufer. 1 (1991) – 12 (2019), hrsg. vom Förderverein Neue Ufer Leipzig e. V., ZDB-ID 2238929-5.
- Red.: Waldstraßenviertel. Eine Publikationsreihe von Pro Leipzig. 1 (1992) – 18 (2004), ZDB-ID 1224944-0.
- mit Thomas Nabert und Stefan Riedel: Der Johannisplatz. Eine historische und städtebauliche Studie. Pro Leipzig, Leipzig 1993, DNB 950281611.
- Red.: Leben in Lindenau. 1 (1993) – 3 (1996), hrsg. von Pro Leipzig, ZDB-ID 1224867-8.
- Specks Hof - ein Leipziger Baudenkmal. In: Werkbericht 1. Deutscher Werkbund Sachsen e. V., Passage-Verlag, Leipzig 1993, ISBN 3-9803465-1-X, S. 78–83.
- mit Thomas Nabert und Ines Hantschick: Alt-Lindenau. Eine historische und städtebauliche Studie. Pro Leipzig, Leipzig 1994, DNB 967079292.
- Red.: Das Bornaer Pleisseland. Zerstörung und Neuanfang. hrsg. von Pro Leipzig. Passage-Verlag, Leipzig 1994, ISBN 3-9803465-5-2.
- mit Thomas Nabert: Zeitspiegel. Das gerettete Leipziger Fotoarchiv Lindner. Pro Leipzig, Leipzig 2006, ISBN 3-936508-20-8.
- Bilderbogen. Leipziger Ansichtskartenserien von 1895 bis 1945. Pro Leipzig, Leipzig 2010, ISBN 978-3-936508-39-0.
- Der junge Richard Wagner 1813 bis 1834. Eine Ausstellung der Kulturstiftung Leipzig in der Alten Nikolaischule. Kulturstiftung Leipzig, Leipzig 2013, SWB Online-Katalog 39333080X.
- Der Matthäikirchhof Leipzig. Eine Studie zur kulturgeschichtlichen Entwicklung des Ortes. Projekt im Rahmen des Bundesprogramms Nationale Projekte des Städtebaus. Kulturamt der Stadt Leipzig, Leipzig 2021.[7]

dazu zahlreiche Aufsätze, vorwiegend in Leipziger Blätter (seit 1987, ISSN 0232-7244), Waldstraßenviertel. Eine Publikationsreihe von Pro Leipzig (1992–2004, ZDB-ID 1224944-0) und Neue Ufer (1991–2019, ZDB-ID 2238929-5)